# Sveaverken Svea Agri
Sveaverken Svea Agri AB är ett svenskt verkstadsföretag med tillverkning av utrustning för jordbruk, framför allt för djurstallar, foderhantering och spannmålshantering.
Sveaverken Svea Agri AB grundades 1911 i Eskilstuna som Eskilstuna Maskin- och Reparationsverkstad av tre mekaniker från Munktells verkstad och tillverkade gröpkvarnar. Företaget ombildades till aktiebolag 1915 samt utvidgades och namnändrades till AB Sveaverken. Produktionen utökades med halmelevatorer och -fläktar. Efter ekonomiska svårigheter övertogs ledningen för Nya AB Sveaverken 1926 av Gustaf Widén (född 1883), ägare av Gustaf Widéns Maskinaffär i Eskilstuna, vilken också var en viktig återförsäljare. Sveaverken började därefter också tillverka tröskverk. Efter andra världskriget koncentrerades tillverkningen till utrustning för hantering av tröskat spannmål.
Sveaverken hade under 1900-talet en fastighet på Nybrogatan 16 (nuvarande Alva Myrdals gata 8) i Eskilstuna. I början av 2000-talet låg huvudfabriken i fabriksområdet Rosenfors i Skogstorp, på det fabriksområde som på 1860-talet etablerades av B & O Libergs Fabriks AB och som senare utnyttjats av Eskilstuna Jernmanufaktur AB. Produktion skedde också i Nyköping och Västervik. 
År 2004 koncentrerades tillverkningen till Katrineholm. Försäljning och lager finns i Lidköping och försäljningskontor i Borgå i Finland.

## Senare historik
Företaget hade 2003 en årsomsättning på 250 miljoner kronor och 120 anställda. Senare inträffade kriser 2009 och 2013 med neddragning av personal.
Sveaverken köpte Rotage Agri AB i Kvänum 2016, varefter företaget namnändrades till Svea Agri AB. Green Deer Holding AB blev 2015 hälftendelägare i Sveaverken. Det kinesiska robottillverkande företaget FJ Dynamics köpte Svea Agri AB 2019, varefter det namnädrades till Sveaverken Svea Agri.